# Gastrodia
Gastrodia (em português: Gastródia) é um género botânico pertencente à família das orquídeas (Orchidaceæ).

## Etimologia
O nome deste gênero deriva da latinização da palavra grega: γαστροειδής (gastroeidés), que significa “em forma de ventre”; referindo-se à forma globosa do bulbo, em forma de tubérculo.

## Descrição
As espécies do gênero Gastródia crescem no solo rico em humus, na sombra dos bosques de Madagascar, Rússia, no Tibé, China, Japão, Sudeste de Ásia, Austrália e Nova Zelândia.

## Espécies
1. Gastrodia abscondita  J.J.Sm. (1903)
2. Gastrodia africana  Kraenzl. (1900)
3. Gastrodia angusta  S.Chow & S.C.Chen (1983)
4. Gastrodia appendiculata  C.S.Leou & N.J.Chung (1990)
5. Gastrodia arunachalensis  S.N.Hegde & A.N.Rao (1985)
6. Gastrodia autumnalis  T.P.Lin (1987)
7. Gastrodia boninensis  Tuyama (1939)
8. Gastrodia callosa  J.J.Sm. (1931)
9. Gastrodia celebica  Schltr. (1911)
10. Gastrodia confusa  Honda & Tuyama (1939)
11. Gastrodia crassisepala  L.O.Williams (1942)
12. Gastrodia crebriflora  D.L.Jones (1991)
13. Gastrodia crispa  J.J.Sm. (1921)
14. Gastrodia cunninghamii  Hook.f. (1853)
15. Gastrodia dyeriana  King & Pantl. (1895)
16. Gastrodia elata  Blume (1856)
17. Gastrodia entomogama  D.L.Jones (1991)
18. Gastrodia exilis  Hook.f. (1890)
19. Gastrodia falconeri  D.L.Jones & M.A.Clem. (1998)
20. Gastrodia fimbriata  Suddee (2005)
21. Gastrodia flavilabella  S.S.Ying (1984)
22. Gastrodia fontinalis  T.P.Lin (1987)
23. Gastrodia gracilis  Blume (1856)
24. Gastrodia grandilabris  Carr (1935)
25. Gastrodia javanica  (Blume) Lindl. (1840)
26. Gastrodia lacista  D.L.Jones (1991)
27. Gastrodia longitubularis  Q.W.Meng (2007)
28. Gastrodia madagascariensis  Schltr. ex H.Perrier (1924)
29. Gastrodia major  Aver. (2006)
30. Gastrodia menghaiensis  Z.H.Tsi & S.C.Chen (1994)
31. Gastrodia minor  Petrie (1892)
32. Gastrodia mishmensis  A.N.Rao (1991)
33. Gastrodia nipponica  (Honda) Tuyama (1939)
34. Gastrodia papuana  Schltr. (1911)
35. Gastrodia procera  G.W.Carr (1991)
36. Gastrodia pubilabiata  Sawa (1980)
37. Gastrodia punctata  Aver. (2006)
38. Gastrodia queenslandica  Dockrill (1964)
39. Gastrodia sabahensis  J.J.Wood & A.L.Lamb (2008)
40. Gastrodia sesamoides  R.Br. (1810) - Typus Species -
41. Gastrodia shimizuana  Tuyama (1982)
42. Gastrodia similis  Bosser (2006)
43. Gastrodia surcula  D.L.Jones (2008)
44. Gastrodia taiensis  Tuyama (1941)
45. Gastrodia theana  Aver. (2005)
46. Gastrodia tonkinensis  Aver. & Averyanova (2006)
47. Gastrodia tuberculata  F.Y.Liu & S.C.Chen (1983)
48. Gastrodia urceolata  D.L.Jones (1991)
49. Gastrodia verrucosa  Blume (1856)
50. Gastrodia vescula  D.L.Jones (1991)
51. Gastrodia wuyishanensis  Da M.Li & C.D.Liu (2007)
52. Gastrodia zeylanica  Schltr. (1906)